# Cavall de mar
El cavall de mar, cavall marí, cavallet de (la) mar, cavall de serp o cavall de serps, també dit hipocamp (Hippocampus ramulosus) és una espècie de peix de la família dels singnàtids i de l'ordre dels singnatiformes.

## Morfologia
- Els mascles poden assolir els 16 cm de longitud total.
- Cos curt, comprimit i amb una inflexió a la zona ventral.
- Presenta anells ossis espinosos d'origen dèrmic que es poden perllongar en apèndixs.
- La boca és molt estreta amb el morro tubular (llarg i prim).
- Els ulls són mòbils i independents l'un de l'altre.
- Els mascles tenen una bossa incubatriu.
- L'aleta dorsal -en forma de ventall- es troba compresa entre els dos darrers anells del tronc i el primer de la cua.
- Les pectorals són curtes. L'anal és reduïda. La caudal és llarga i prènsil.
- És de color marró vermellós o negre amb taques ocres, blaves o blanques.[1][2]

## Reproducció
Es reprodueix entre els mesos d'abril i octubre. La femella injecta els ous a la bossa incubatriu del mascle. A les 4-5 setmanes neixen els alevins.

## Alimentació
Menja crustacis planctònics (isòpodes i copèpodes) que captura per succió.

## Hàbitat
Els cavallets de mar es troben en aigües tropicals, temperades i poc profundes. Viuen al voltant d'esculls, pastures marins i mangles, usant la seva cua premsil per agafar-se de plantes, corals, gorgònies o esponges. Les aigües que habiten solen tenir un interval de profunditat que oscil·la entre 0 i 2.5 m i l'amplitud tèrmica pot estar entre 3,04 i 28,40 °C. Viuen entre els coralls, macroalgues, fanerògames marines i manglars. Hi ha espècies de cavallets de mar que es caracteritzen per ser territorials, les femelles solen tenir aproximadament 100m² despai territorial, mentre que els mascles no solen sobrepassar el metre quadrat. És bentònic de praderies de posidonia i zones sorrenques.

## Distribució geogràfica
Es troba des de les Illes Britàniques fins al Marroc, les Illes Canàries, Madeira i les Açores. També a la mar Mediterrània. També es distribueixen a l'oceà Indo-Pacífic, des de la costa est africana fins al Pacífic central, inclòs el mar Roig.

## Costums
- Amb la cua s'aferra a les algues o a les fanerògames per mantenir-se immòbil i camuflat.
- Presenta una natació lenta.[6]

## Pesca
Es capturava amb arts d'arrossegament i gànguils per vendre'l a les botigues de records, però cada vegada és més difícil capturar-ne.